# آلماسسرا
آلماسسرا (به اسپانیایی: Almàssera) یک شهرستان در اسپانیا است که در Horta Nord واقع شده‌است.

## خصوصیات
آلماسسرا ۲٫۷۰ کیلومترمربع مساحت و ۷٫۲۵۰ نفر جمعیت دارد و ۱۰ متر بالاتر از سطح دریا واقع شده‌است.